# Mellanjärva gravfält
Mellanjärva gravfält är ett forntida gravfält som ligger vid Mellanjärva gård i Solna kommun. Med sina cirka 175 synliga gravar  är det ett av Stockholmstraktens största gårdsgravfält. Mellanjärvagravfältet är en del av Ulriksdals naturreservat.

## Beskrivning

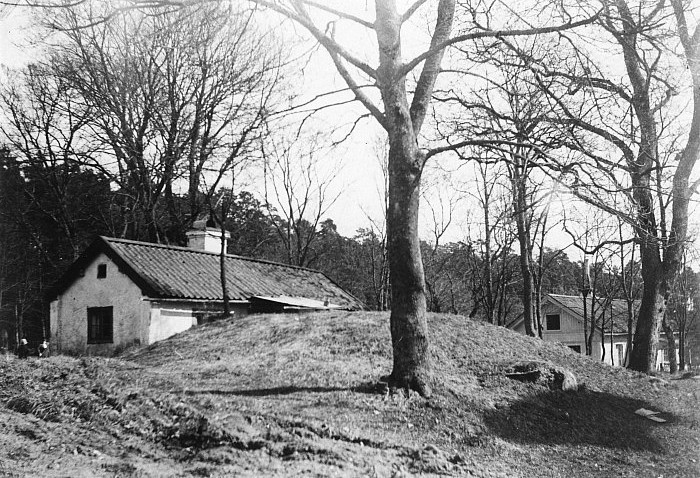
Kungshögen på Mellanjärva gård.

Gravfältet ligger på Stockholmsåsens västsluttning och sträcker sig ända ner till nuvarande motorvägen Uppsalavägen. Mellanjärvagravfältet härrör från yngre järnåldern. Vid den tiden stod havsnivån cirka fem meter högre än idag och 150 meter söder om gravfältet fanns då en vik av Östersjön som kallades Frösundet eller Fröfjärden. Troligen användes denna vik som naturhamn. Området vid Mellanjärva var bebott ända sedan cirka 500 e.Kr. och utgör därmed ett av Solnas äldsta kända kontinuerliga bebyggelselägen. Här finns synliga gravar, stensättningar, en skeppsformig grav och högar.
När Mellanjärva gård flyttades till sitt nuvarande läge kring sekelskiftet 1800 lade man bebyggelsen i västra sluttningen av Stockholmsåsen och delvis på det gamla gravfältet, då förstördes några gravhögar. Den största gravhögen ligger på Mellanjärvas gårdsområde. Den är 20 meter i diameter och cirka 2,5 meter hög och kallas "Kungshögen".  
Mellanjärvas gravfält undersöktes första gången 1810. År 1925 deltog den arkeologiintresserade Gustaf VI Adolf (då fortfarande kronprins) i utgrävningar på platsen. Vid utgrävningar har fynd påträffats från vendeltiden och vikingatiden. När Uppsalavägen breddades 1979 undersöktes 17 gravar. Man hittade bland annat keramik, spelbrickor, kammar av ben, nitar, spikar, glaspärlor och pärlor av brons. I en av gravarna fann man en del av ett förgyllt bronsbeslag som föreställer ett djurhuvud.

## Panorama

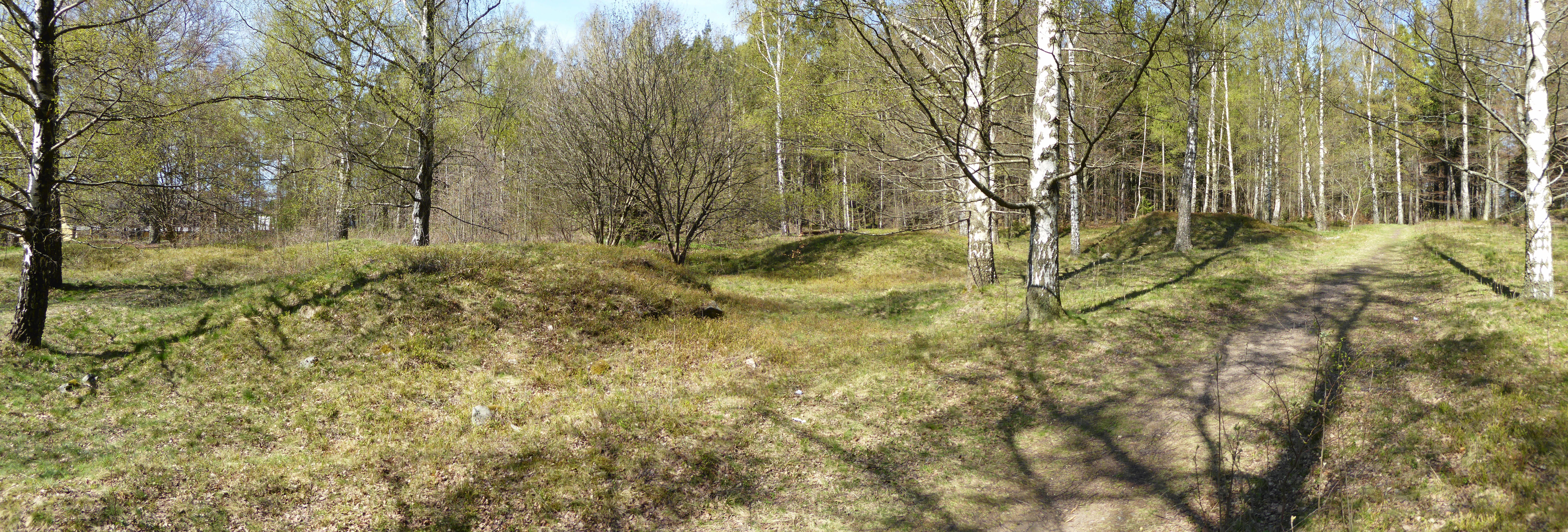
Mellanjärva gravfält, vy mot nordost i april 2015.